# Wabaunsee County
Wabaunsee County är ett administrativt område i delstaten Kansas, USA, med 6 885 invånare. Den administrativa huvudorten (county seat) är Alma.

## Geografi
Enligt United States Census Bureau har countyt en total area på 2 071 km². 2 065 km² av den arean är land och 6 km² är vatten.

### Angränsande countyn
- Pottawatomie County - norr
- Shawnee County - öst
- Osage County - sydost
- Lyon County - söder
- Morris County - sydväst
- Geary County - väst
- Riley County - nordväst

### Orter
- Alma (huvudort)
- Alta Vista
- Eskridge
- Harveyville
- Maple Hill
- McFarland
- Paxico
- St. Marys (delvis i Pottawatomie County)
- Willard (delvis i Shawnee County)